# Mesterklasse
Mesterklasse, mesterkursus eller masterclass er undervisning på højt niveau af en ekspert i maleri, musik, skuespil etc.. Mesterklasser er især udbredt inden for musik.
Mesterklasser er særlig undervisning i grupper, hvor én elev bliver instrueret, mens andre studerende ser på. Desuden kan der være publikum – herunder dem, der ikke fik plads på kurset, men som kan få meget ud af de andres undervisning.